# Pont dels Escalls

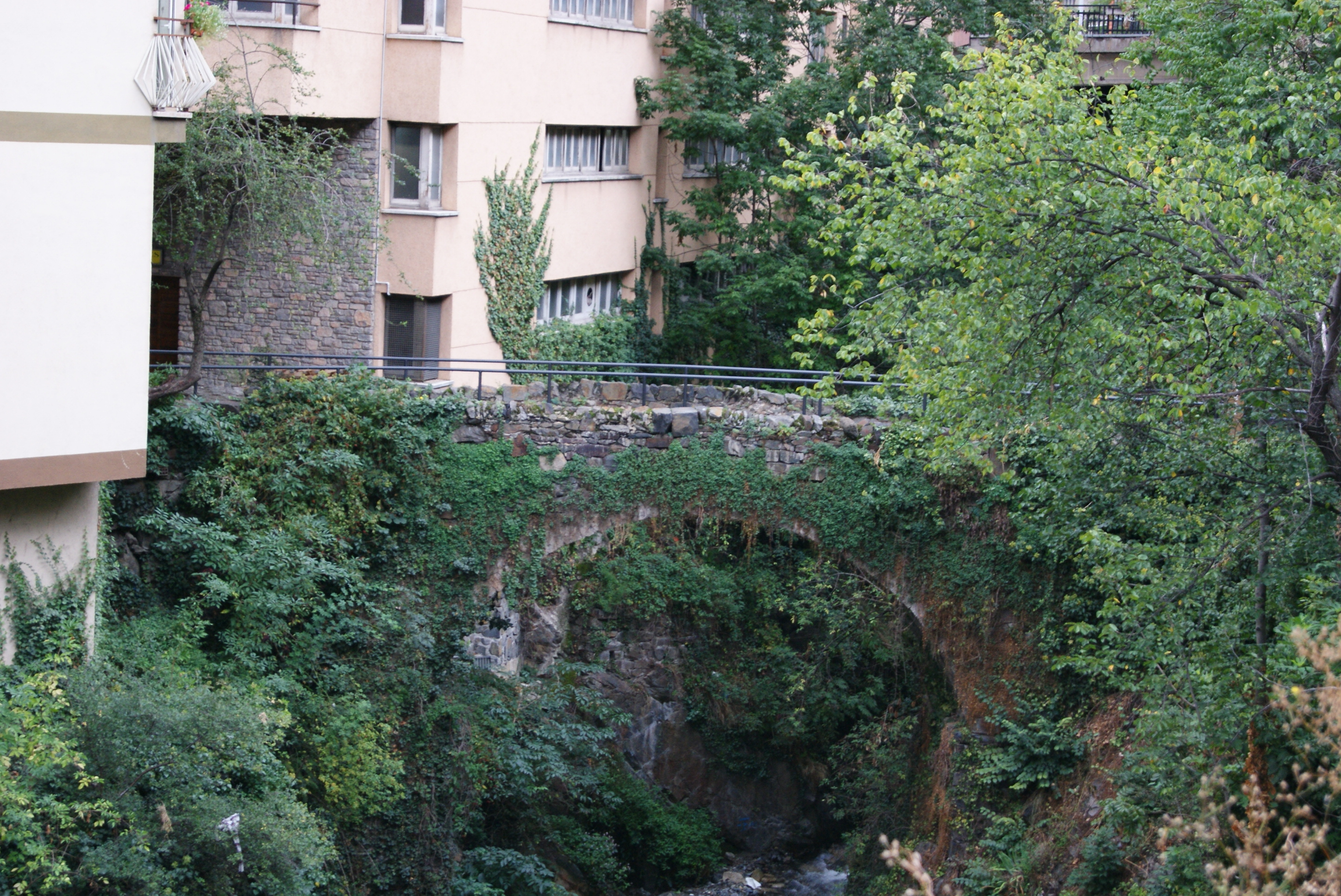

Pont dels Escalls ist eine historische Brücke in der andorranischen Gemeinde Escaldes-Engordany. Sie liegt an der alten Straße von Andorra la Vella nach Engordany, kurz vor dem Zusammenfluss von Valira del Norte mit dem Fluss Valira de Orient.
Die Bogenbrücke die den Fluss überbrückt besteht aus Rohstein, während der Rest der Mauer aus Steinen unterschiedlicher Herkunft erbaut wurden, die mit Kalkmörtel verbunden sind.
Der obere Teil ist flach, hat einen gepflasterten Bürgersteig und ursprünglich zwei Geländer ebenfalls aus Stein. Später wurde ein zusätzliches Metallgeländer montiert.
Die Konstruktion, die aus dem Jahre 1881 datiert ist, gilt als besonders schützenswertes Objekt und wurde 2003 in die Liste Bienes de Interés Cultural (BIC) aufgenommen.